# Róża Błeszyńska
Róża Jadwiga Błeszyńska ps. „Róża” (ur. 31 maja 1895 w Żółkiewce, zm. 7 lipca 1950 w Lublinie) – polska nauczycielka, historyczka, harcmistrzyni, instruktorka ZHP. 

## Życiorys

### Młodość i wykształcenie
Urodziła się 31 maja 1895 w Żółkiewce, w powiecie krasnostawskim, w rodzinie Władysława (zm. ok. 1940) i Marii z domu Kabiszewska (zm. 1915). Wkrótce po narodzinach zamieszkała z rodzicami w folwarku w Obroczy. W 1905 przeprowadziła się do Bończy. W 1911 zdała egzamin do piątej klasy Gimnazjum Leonii Rudzkiej w Warszawie, gdzie też w 1914 otrzymała świadectwo dojrzałości. Powróciła do Bończy, gdzie prywatnie zajęła się uczeniem wiejskich dzieci. Po śmierci matki przeniosła się wraz z ojcem i trojgiem młodszego rodzeństwa do Lublina. Od września tego roku była nauczycielką w Szkole Powszechnej nr 9 w Lublinie. Od września 1922 do wybuchu II wojny światowej uczyła w Szkole Ćwiczeń przy Państwowym Seminarium Nauczycielskim Męskim. Jesienią 1918 podjęła studia historyczne na Wydziale Nauk Humanistycznych KUL, gdzie w 1924 uzyskała absolutorium. Na tej samej uczelni ukończyła również Instytut Wyższej Kultury Religijnej.

### Działalność harcerska
W 1916 wstąpiła do Junactwa; 3 maja 1916 złożyła przyrzeczenie na ręce Stefana Plewińskiego. Latem 1920 podczas wojny polsko-bolszewickiej pracowała w kantynie dla żołnierzy Armii Ochotniczej i Adiutantury Dowództwa Okręgu w Lublinie. Od listopada tego roku była drużynową 7 Drużyny Harcerskiej Żeńskiej w Lublinie. Rozkazem Naczelnictwa ZHP L. 7 z dnia 2 marca 1921 mianowana podharcmistrzynią (harcmistrzynią została w 1928 w wyniku weryfikacji stopni instruktorskich). W grudniu 1921 została referentką objazdową środowisk harcerskich Komendy Lubelskiej Chorągwi Żeńskiej, a rok później sekretarką komendy chorągwi. W 1923 mianowana komendantką Chorągwi Lubelskiej ZHP (rozkaz Naczelnictwa ZHP L. 20 z dnia 2 listopada 1923); rok później na własną prośbę ustąpiła z funkcji. Komendantką Chorągwi Lubelskiej była jeszcze dwukrotnie (styczeń 1927 – listopad 1928, kwiecień 1936 – wrzesień 1939). Jako członkini komendy chorągwi pełniła również funkcje, takie jak kierowniczka referatu programowego (1925–1926, 1935–1936), instruktorka objazdowa czy komendantka Hufca Harcerek Krasnystaw (1933–1935). 
W Lublinie podczas niemieckiej okupacji kierowała punktem pomocy odzieżowej dla uchodźców i ukrywających się polskich żołnierzy, gdzie prano oraz naprawiano cywilne ubrania, a także farbowano na czarno mundury wojskowe. Równocześnie uczyła w Szkole Powszechnej nr 5 przy ul. Archidiakońskiej. W 1945 podjęła działalność jako instruktorka konspiracyjnej Chorągwi Lubelskiej Harcerek, którą była do czasu rozwiązania chorągwi w kwietniu 1949.

### Śmierć
Zmarła 7 lipca 1950 w Lublinie wskutek wylewu krwi do mózgu. Została pochowana na lokalnym cmentarzu przy ul. Unickiej (sekcja 12, rząd 2d, grób 1). Umarła bezdzietna.

## Odznaczenia[1]
- Złoty Krzyż Zasługi (1933)
- Srebrny Medal Za Długoletnią Służbę (1938)
- Odznaka XXV-lecia ZHP (1936)

## Publikacje
- Tadeusz Moniewski (red.), Księga pamiątkowa 25-lecia harcerstwa w Lubelszczyźnie: wspomnienia i dokumenty 1911-1936, Lublin: Wojewódzka i Miejska Biblioteka Publiczna im. Hieronima Łopacińskiego, 2001, ISBN 978-83-86361-30-4 [dostęp 2025-02-14].